# Terasa (arhitektura)
Terasa u arhitekturi obično označava vanjski arhitektonski element ravne površine. Može biti prizemna (npr. na ulazu), na katu, ili krovna terasa (na ravnom krovu).
Terase se prvenstveno koriste za slobodno vrijeme kao što su sjedenje, šetnju ili odmaranje.

## Vanjske poveznice
- Definition of terrace